# Cristián Dettoni
Cristián Ignacio Dettoni Jorquera (San Miguel 8 de octubre de 1974) es un deportista chileno y medallista parapanamericano en tenis de mesa adaptado. Padece artrogriposis múltiple congénita que le provoca rigidez en las articulaciones inferiores del cuerpo.Como seleccionado nacional ha participado en Juegos Parapanamericanos y Juegos Paralímpicos.
Fue abanderado de la delegación Chilena durante los Juegos Paralímpicos de Londres 2012

## Biografía
Nació en 1974, aquejado de una artrogriposis múltiple congénita, enfermedad que afecta la musculatura de sus piernas y le requiere utilizar muletas.
Está casado y es padre de 3 hijos
En el ámbito laboral trabaja como profesor de historia titulado en la Universidad Andres Bello y cuenta con un grado en antropología social obtenido en la Universidad Bolivariana de Chile. Además de ello cursa un Magister de "Inclusión y Interculturalidad" en la Universidad San Sebastián.